# William C. Price

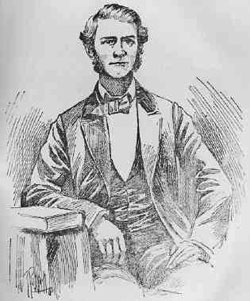
William Cecil Price

William Cecil Price (* 1. April 1816 in Elk Garden, Virginia; † 6. August 1901 in Chicago, Illinois) war ein US-amerikanischer Jurist und Politiker. Er gehörte der Demokratischen Partei an. Ferner diente er als Offizier in der Konföderiertenarmee. Der Brigadegeneral Sterling Price (1809–1867) war sein Cousin.

## Werdegang
William Cecil Price, Sohn von Luvina „Linnie“ Cecil (1786–1868) und des Farmers William „Crabtree“ Price (1786–1852), wurde ungefähr ein Jahr nach dem Ende des Britisch-Amerikanischen Krieges im Russell County geboren und wuchs dort auf. Die Familie zog dann 1836 nach Missouri und ließ sich im Greene County nieder. In der Folgezeit besuchte er das Knoxville College in Tennessee, bevor er nach Missouri zurückkehrte. Seine Studienzeit war von der Wirtschaftskrise von 1837 überschattet. Price unterrichtete dann als Lehrer und war als Clerk in einem Handelsgeschäft tätig. Daneben studierte er Jura. 1840 wurde er Deputy Sheriff im Greene County. Price nahm 1841 eine Verwaltungsstelle am Greene County Court an. Seine Zulassung als Anwalt erhielt er 1844 und begann dann zu praktizieren. 1847 wurde er zum Nachlassrichter am Greene County Court gewählt. Seine Wahl war vom Mexikanisch-Amerikanischen Krieg überschattet.
Price war in dem sklavereibefürwortenden Flügel der Demokratischen Partei von Missouri aktiv. Er behauptete, dass er die Idee hatte, dass der Missouri-Kompromiss aufgehoben werden musste. 1844 reiste er durch Missouri. Dabei warnte er die Sklavenhalter über die Gefahren ihrer Situation, sofern der Missouri-Kompromiss nicht aufgehoben würde. Price unterstützte den Führer der Pro-Sklaverei-Demokraten von Missouri, Claiborne Fox Jackson (1806–1862), gegen die Fraktion von Thomas Hart Benton (1782–1858) in der Demokratischen Partei von Missouri. In diesem Zusammenhang verfasste Price die sogenannten Jackson Resolutions, welche Claiborne Fox Johnson im Dezember 1848 in der Missouri General Assembly vorstellte. Die Jackson Resolutions umfassten folgende Punkte: Die Handlungen der Nordstaaten haben die Sklavenstaaten von jeglicher Verpflichtung zur Einhaltung der Bestimmungen des Missouri-Kompromisses entbunden. Die Leute in jedem Territorium der Vereinigten Staaten hatten das Recht für sich selbst zu bestimmen, ob sie die Sklaverei zuließen. Jegliches Gesetz des US-Kongresses, welches mit den Jackson Resolutions in Widerspruch stand, würde die sklavenhaltenden Staaten dazu bringen sich zu verbünden, um sich selbst gegen die Aggressionen der Nordstaaten zu schützen. In der Zeit als über den Missouri-Kompromiss 1850 debattiert wurde, traf Price in New Orleans Jefferson Davis (1808–1889), Judah Philip Benjamin (1811–1884) und Robert Augustus Toombs (1810–1885). Bei diesem Treffen beschlossen diese Pro-Sklaverei-Demokraten, dass wenn die Sklaverei nicht nach Westen ausgedehnt würde, ein Konflikt mit dem Norden und der Abspaltung des Südens unvermeidlich war. Price wurde 1854 in den Senat von Missouri gewählt. 1857 trat er von seinem Senatssitz zurück, um den Posten als Richter am Bezirksgericht anzutreten. Der Gouverneur von Missouri Samuel Medary (1801–1864) benannte 1859 Price zum Vertreter von Missouri bei den Gesprächen mit dem General Land Office über die Nutzung des Sumpfes und überfluteten Gebiete. US-Präsident James Buchanan (1791–1868) ernannte 1860 Price zum Treasurer of the United States – ein Posten, den Price vom 28. Februar 1860 bis zum 21. März 1861 innehatte.
Mit dem Ausbruch des Bürgerkrieges trat Price einer konföderierten Brigade von Missouri bei, welche unter dem Kommando seines Cousins Sterling Price stand. Price wurde zwischen dem 6. und 8. März 1862 bei der Schlacht am Pea Ridge von Unionstruppen gefangen genommen und bei Alton (Illinois) für acht Monate inhaftiert. Er wurde dann durch die Konföderation gegen einen Unionsgefangenen bei Vicksburg (Mississippi) ausgetauscht. Der konföderierte Präsident Jefferson Davis berief ihn dann zum Musterungsoffizier in Missouri mit dem Dienstgrad eines Majors. 1864 trat er von seinem Posten zurück und zog nach Arkansas. Es war ein Versuch seine Finanzen als Farmer wiederaufzubessern.
Nach dem Ende des Krieges kehrte er nach Missouri zurück und begann dann zuerst in St. Louis zu praktizieren und später in Springfield (Greene County). Als ein langjähriges Mitglied der Methodist Episcopal Church South interessierte Price sich mit zunehmendem Alter für theologische Themen. Price wurde als religiöser Fanatiker beschrieben. Er verstarb 1901 in Chicago.